# Kamyslybas
Le lac Kamyslybas est un lac endoréique salé dans l'Oblys de Kyzylorda au Kazakhstan.

## Géographie
Le lac a une profondeur maximale de 10 mètres avec un littoral de 116 km de long et a une altitude de 58 mètres. 
C'est la plus grande masse d'eau du système lacustre Kamyslybas. 
Il se trouve dans la partie nord du delta du Syr-Daria, auquel il est relié par un canal; le niveau d'eau est affecté par les fluctuations de la quantité d'eau du Syr-Daria. Sa salinité peut fluctuer considérablement, peut même être proche de la saumure.  
C'est habituellement un lac poisonneux.